# Albin Felc
Albin Felc, slovenski hokejist, * 14. maj 1941, Kurja vas na Jesenicah.
Albin Felc je svojo hokejsko kariero začel v ekipi Jesenic leta 1958, ko je bil star 17 let, s katerim je že v prvi sezoni dosegel naslov jugoslovanskega prvaka. 
V državnih prvenstvih je skupaj dosegel 418 golov, naslov najboljšega strelca prvenstva pa je osvojil leta 1971.
Za reprezentanco Jugoslavije je v času od 1961 do 1979, odigral 155 tekem, na katerih je dosegel 82 golov in 91 podaj. Igral je na devetih svetovnih prvenstvih in treh olimpijskih igrah. Na olimpijskih igrah in hkrati svetovnem prvenstvu 1968, na katerem je reprezentanca Jugoslavije osvojila 1. mesto v skupini B, je bil Felc najboljši strelec prvenstva (6 golov, 5 asistenc) in bil izbran v najboljšo peterko prvenstva.
Igralsko kariero je zaključil leta 1982 v dresu HK Celje. 
Leta 1983 je postal glavni trener HK Jesenice.
Leta 2007 je bil sprejet v Slovenski hokejski hram slavnih, leta 2012 pa v Hram slovenskih športnih junakov.